# Голийский монастырь
Голийский монастырь, монастырь Голия (рум. Mănăstirea Golia) в честь Вознесения Господня — мужской монастырь Ясской архиепископии Румынской православной церкви в Яссах. Расположен в северо-восточной части средневекового города и имел важное оборонительное значение.
В середине XVI века великий логофет Иоанн Голия и его супруга Анна построили на окраине Ясс Вознесенскую церковь. В 1606 году Анна и её сын Михаил подарили её афонскому монастырю Ватопед. Таким образом церковь стала монастырской. Насельники монастыря были преимущественно греками.
В 1650 году господарь Василий Лупу начал перестройку церкви, которую завершил в 1660 году его сын Стефаница. Крепостные стены вокруг монастыря, вероятно, были построены в этот период, а бастионы возвёл Георгий Дука.
В 1711 году монастырь посетил царь Пётр I. 
В 1726 году здесь скончался бывший молдавский господарь А. К. Кантемир.
В правление Константина Маврокордата (1733—1735) обитель пострадала от пожара, уничтожившего почти половину города. Землетрясение 1738 года разрушило верхнюю часть монастырской церкви, которая ещё находилась в состоянии ремонта. Впоследствии церковь была восстановлена. В 1855 году игумен Мелетий в 40 м к югу от неё построил башню высотой 29 м.
Монастырь упразднён вследствие секуляризации 1863 года, после чего разрушался. В 1900—1947 годах монастырская церковь была закрыта, а затем была приходской до 1992 года. Монастырь возрождён в 1992 году. Осенью 1992 года открыта типография Молдавской и Буковинской митрополии. Весной 1998 года открыта радиостанция.